# Supercopa da UEFA de 2018
A Supercopa da UEFA de 2018, ou Supertaça da UEFA de 2018 foi a 43ª edição desta competição, uma partida anual organizada pela UEFA na qual se enfrentam os campeões da Liga dos Campeões de 2017–18 e da Liga Europa da UEFA de 2017–18. A partida foi realizada em 15 de agosto de 2018 na A. Le Coq Arena em Tallinn na Estónia.

## Sede
A A. Le Coq Arena foi escolhida como sede em 15 de setembro de 2016. O estádio será chamado como Lilleküla Arena devido ao regulamento da UEFA.

## Participantes
| Clube              | Classificação                                   | Participações anteriores            |
| ------------------ | ----------------------------------------------- | ----------------------------------- |
| Real Madrid        | Campeão da Liga dos Campeões da UEFA de 2017–18 | 1998, 2000, 2002, 2014, 2016 e 2017 |
| Atlético de Madrid | Campeão da Liga Europa da UEFA de 2017–18       | 2010 e 2012                         |

## Partida
| 15 de agosto  | Real Madrid                          | 2 – 4     | Atlético de Madrid                         | A. Le Coq Arena, Tallinn                      |
| 22:00 (UTC+3) | Benzema 27' · Sergio Ramos 63' (pen) | Relatório | Diego Costa 1', 79' · Saúl 98' · Koke 104' | Público: 12 424 Árbitro: POL Szymon Marciniak |

| Real Madrid | Atlético de Madrid |

|                 |    |                   |      |     |
|                 |    |                   |      |     |
| G               | 1  | Keylor Navas      |      |     |
| LD              | 2  | Daniel Carvajal   |      |     |
| Z               | 5  | Raphaël Varane    |      |     |
| Z               | 4  | Sergio Ramos      | 121' |     |
| LE              | 12 | Marcelo           |      |     |
| V               | 14 | Casemiro          |      | 75' |
| V               | 8  | Toni Kroos        |      |     |
| M               | 11 | Gareth Bale       |      |     |
| M               | 22 | Isco              |      | 82' |
| M               | 20 | Marco Asensio     |      |     |
| A               | 9  | Karim Benzema     |      |     |
| Substitutos:    |    |                   |      |     |
| G               | 13 | Kiko Casilla      |      |     |
| G               | 26 | Andriy Lunin      |      |     |
| Z               | 6  | Nacho Fernández   |      |     |
| Z               | 31 | Javi Sánchez      |      |     |
| LE              | 29 | Sergio Reguilón   |      | 75' |
| M               | 17 | Lucas Vázquez     |      | 82' |
| V               | 27 | Federico Valverde |      |     |
| V               | 18 | Marcos Llorente   |      |     |
| A               | 28 | Vinícius Júnior   |      |     |
| A               | 21 | Borja Mayoral     |      |     |
| Treinador:      |    |                   |      |     |
| Julen Lopetegui |    |                   |      |     |

|               |    |                   |  |      |      |
|               |    |                   |  |      |      |
| G             | 1  | Jan Oblak         |  |      |      |
| LD            | 20 | Juanfran          |  |      |      |
| Z             | 15 | Stefan Savić      |  |      |      |
| Z             | 2  | Diego Godín       |  |      |      |
| LE            | 21 | Lucas Hernández   |  |      |      |
| V             | 14 | Rodri             |  | 71'  |      |
| V             | 8  | Saúl Ñíguez       |  |      |      |
| M             | 6  | Koke              |  |      |      |
| M             | 11 | Thomas Lemar      |  | 89'  |      |
| A             | 7  | Antoine Griezmann |  | 56'  |      |
| A             | 19 | Diego Costa       |  | 118' |      |
| Substitutos:  |    |                   |  |      |      |
| G             | 37 | Álex Dos Santos   |  |      |      |
| G             | 1  | Antonio Adán      |  |      |      |
| M             | 23 | Vitolo            |  | 71'  | 112' |
| V             | 5  | Thomas Partey     |  | 89'  |      |
| A             | 10 | Ángel Correa      |  | 56'  | 60'  |
| Z             | 24 | José Giménez      |  | 118' |      |
| LD            | 4  | Santiago Arias    |  |      |      |
| LE            | 3  | Filipe Luís       |  |      |      |
| V             | 30 | Roberto Olabe     |  |      |      |
| M             | 18 | Gelson Martins    |  |      |      |
| A             | 9  | Nikola Kalinić    |  |      |      |
| Treinador:    |    |                   |  |      |      |
| Diego Simeone |    |                   |  |      |      |